# Шелушков, Игорь Алексеевич
Игорь Алексеевич Шелушков (1946 — ?) — советский человек-счётчик, аспирант и преподаватель Горьковского политехнического института.

## Биография
Игорь Шелушков родился в городе Горьком в 1946 году. Учился в Горьковском политехническом институте, окончил аспирантуру, работал преподавателем. В 1968 году стал одним из героев фильма, который рассказывал о людях с феноменальными способностями, «Семь шагов за горизонт». Он мог извлекать корни разных степеней из многозначных чисел, например корень 77-й степени из 80-значного числа, запоминал числа на вращающихся досках и извлекал из них корни 3-й и 4-й степени. В соревновании с компьютером «Мир» он извлёк из 148-значного числа корень 77-й степени за 18 секунд. Для программирования и ввода числа понадобилось около 10 минут.
О дальнейшей судьбе известно мало. Работал в одном из НИИ. С 1973 года становится пациентом психиатрической больницы.